# Postępy Fizyki
Postępy Fizyki – czasopismo wydawane przez Polskie Towarzystwo Fizyczne służące „krzewieniu wiedzy fizycznej w Polsce”. Periodyk ukazuje się od 1949 roku i jest w zamierzeniu twórców źródłem wiedzy o najważniejszych wydarzeniach w fizyce na świecie i w Polsce. Przez długi czas ukazywał się jako dwumiesięcznik, natomiast od 2015 roku wydawany jest co kwartał (wyjątek stanowi specjalny jeden numer w 2014 (1/6), wydany na 65-lecie istnienia pisma).
Od samego początku „Postępy Fizyki” pełniły ważną rolę w ustabilizowaniu polskiej terminologii fizycznej, a także informują o działaniach  Polskiego Towarzystwa Fizycznego. Dzięki wsparciu MNiSW dostępne jest także archiwum „Postępów Fizyki” on-line.

## Geneza i rozwój
Polskie Towarzystwo Fizyczne istnieje od 1920 roku. Po II wojnie światowej staraniem wielu fizyków postanowiono wspomóc wymianę informacji na temat najnowszych osiągnięć poprzez czasopismo naukowe.
We wstępie do pierwszego wydania wyraźnie wskazano, iż w zamierzeniu twórców „Postępy Fizyki nie mają być pismem popularnym w najpełniejszym znaczeniu tego wyrażenia. Nasze pismo przeznaczmy dla tych, którzy mając już pewne przygotowania i interesując się fizyką nie mogą korzystać bezpośrednio z publikacji oryginalnych przeważnie zbyt specjalnych i trudno dostępnych”. Od najwcześniejszych wydań na łamach kolejnych zeszytów publikowane są artykuły naukowe z najświeższych badań, a także rozmowy i polemiki dotyczące nauczania fizyki w szkole. Twórcy pisma od początku mieli nadzieję, że pismo „podając rzetelne i ścisłe informacje na temat najbardziej aktualnych  zagadnień współczesnej fizyki zdobędą sobie licznych Czytelników zarówno pośród studiującej młodzieży jak i spośród dorosłych”[4]. Pierwszym redaktorem naczelnym był Szczepan Szczeniowski, pracujący wówczas w Poznaniu (Uniwersytet Poznański, od 1955 roku UAM).

## Redaktorzy naczelni
- 1949–1951: Szczepan Szczeniowski
- 1952–1953: Stefan Pieńkowski
- 1954–1959: Ludwik Natanson
- 1960–1972: Jan Weyssenhoff
- 1973–1977: Przemysław Zieliński
- 1978–2002: Adam Sobiczewski
- 2003–2009: Jerzy Gronkowski
- 2009–2012: Jerzy Warczewski
- 2012–2015: Piotr Tomczak
- 2015–2018(?): Krzysztof Turzyński
- od 2019(?): Anna Szemberg[4]

Przewodniczącym Rady Redakcyjnej jest Andrzej Kajetan Wróblewski, a Redaktorem honorowym – Adam Sobiczewski. Redakcja „Postępów Fizyki” znajduje się obecnie w Warszawie (Wydział Fizyki UW).
„Postępy Fizyki” przez wiele lat były jednym z nielicznych szeroko dostępnych źródeł informacji na temat najnowszych badań w fizyce w Polsce. W latach 50. i 60. były często pierwszymi, które publikowały informacje na temat aparatury badawczej budowanej w Polsce. Od 2013 roku, wraz z malejącą liczbą chętnych do publikowania w periodyku PTF, podjęto wiele działań mających na celu zachęcenie przede wszystkim młodych autorów do dzielenia się swoimi osiągnięciami na łamach „Postępów Fizyki”.

## „Postępy Fizyki” obecnie
W „Postępach Fizyki” można znaleźć:
- wykłady „noblowskie”
- artykuły quasiprzeglądowe podsumowujące postęp w danej dziedzinie pisane w sposób zrozumiały dla niespecjalistów przez ogólnopolskie autorytety (podobnie jak to uczyniono w 1983 roku artykułem: K.G. Wilsona „Problemy fizyki z wieloma skalami długości”, PF 34 (1983) 129).
- referaty ze zjazdów i konferencji
- referaty z seminariów naukowych w różnych ośrodkach wygłaszanych przez wybitnych specjalistów
- kronika – informacje o wydarzeniach „fizycznych” w Polsce
- wywiady (z fizykami, także na tematy „niefizyczne”)
- wspomnienia
- recenzje książek
- informacje o zjazdach i konferencjach (zakończonych i planowanych)
- ważne uchwały podjęte na Zjazdach Fizyków,
- listy od czytelników
- informacje o możliwościach zatrudnienia (w kraju i na świecie)
- autorskie programy nauczania (w skrócie), a także wzory dobrze poprowadzonych wykładów (linki dostępne na stronie „Postępów Fizyki”)
- informacje o osiągnięciach uczniów, studentów i nauczycieli
- nowe rozwiązania starych problemów